# 贫煤
贫煤，煤炭分类中烟煤的一种，碳化程度较高，含碳量高达90%；贫煤挥发份>10%～20%，含氢量一般在4%～4.5%，可做炼焦配煤。具有不易燃，但着火温度高，燃烧火焰短，发热量大，持续时间长等特点。